# Список персонажей сериала «Теория Большого взрыва»
Ниже приведён список персонажей американского комедийного телесериала «Теория Большого взрыва», созданного Чаком Лорри и Биллом Прэди, премьера которого состоялась на американском телеканале CBS 24 сентября 2007 года. Сериал повествует о двух физиках (один — теоретик со странностями, другой — закомплексованный экспериментатор), которые работают в Калифорнийском технологическом институте и живут по соседству с официанткой, стремящейся стать актрисой. Их «гикнутость» и высокий интеллект особо выделяются на фоне её высоких социальных навыков и плохого образования.

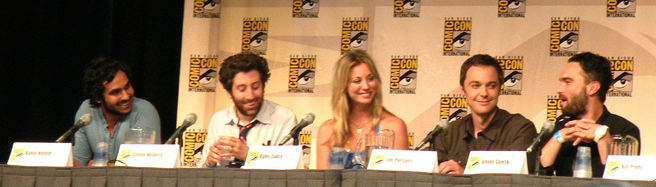
На Comic-Con.

## Главные герои
- Доктор Леонард Лики Хофстедтер (Джонни Галэки) — физик-экспериментатор с IQ=173, получивший докторскую степень в 24 года, который делит квартиру со своим другом и коллегой Шелдоном Купером. Леонард и Шелдон представляют собой главный комический дуэт в каждом эпизоде сериала. Пенни, соседка Леонарда и Шелдона по лестничной площадке, являет собой основной интерес Леонарда, их отношения являются одной из движущих сил всего сериала. Несмотря на то, что они расстались в 3 сезоне, снова возобновили отношения в 5 сезоне. Также у Леонарда были отношения с другом и коллегой Лесли Уинкл, хирургом Стефани Барнетт, северокорейской шпионкой Джойс Ким и сестрой Раджа Прией Кутраппали. Его мать, доктор Беверли Хофстедтер — психиатр с докторской степенью, брат — профессор Гарвардской юридической школы. Леонард носит очки, страдает от астмы и непереносимости лактозы. Ездит на автомобиле Saab 9-5, предположительно 2003 года выпуска. С 9 сезона женат на Пенни. Родился в мае.
- Доктор Шелдон Ли Купер (Джим Парсонс) — физик-теоретик, обладающий двумя степенями доктора наук. IQ=187. Родом из Восточного Техаса, он с детства был вундеркиндом — поступил в колледж в 11 лет и получил свою первую степень в 16 лет. Он обладает рядом признаков синдрома Аспергера, показан циничным, расчётливым и асексуальным. Шелдон живёт в строгом соответствии со своим распорядком дня, недели и всей жизни, не понимает иронию, сарказм и юмор, что характеризует его в большинстве комичных эпизодов сериала. Семья Шелдона очень отличается от него. Его мать Мэри — верующая христианка, а сестра-двойняшка Мисси не имеет никакого отношения к науке. Шелдон показывает себя как фанатичный учёный в течение всего сериала. Всякий раз, когда он шутит, он говорит слово «Bazinga!» («Бугагашенька!»), показывая окружающим, что это была шутка. В конце 3 сезона знакомится с Эми, они начинают встречаться, но активный интерес к ней проявляет с 8 сезона, после чего развитие их отношений занимает важное место в сюжете.
- Пенни Хофстедтер (девичья фамилия, по разным источникам, Баррингтон, Лондон, Уайатт или Теллер; возможно временно носила фамилию Джонсон) (Кейли Куоко) — соседка Леонарда и Шелдона по лестничной площадке. Родом из Омахи, штат Небраска, и работает официанткой в заведении The Cheesecake Factory[1], а также начинающая актриса. Пенни — добрая, но практичная и потому напористая, и очень контрастирует с характерами парней. Встречалась с несколькими парнями по ходу сериала, в том числе со своим бывшим парнем Куртом, Стюартом (владельцем магазина комиксов). В 3 сезоне Пенни начала встречаться с Леонардом, но их отношения не сложились. Снова начала встречаться с Леонардом в 5 сезоне. В последних сериях влияние парней сказалось на Пенни — она часто использует ссылки на сериал «Звёздный путь», играет в онлайн-игры, увлеклась чтением комиксов. Часто она не понимает разговоров о науке, что выводит Шелдона из себя, но тем не менее они смогли стать хорошими друзьями. В начале 9 сезона вышла замуж за Леонарда.
- Говард Джоэл Воловиц (Саймон Хелберг) — инженер Калифорнийского технологического института, магистр прикладной физики. Говард Воловиц — еврей, часто проводит время в квартире Шелдона и Леонарда. В отличие от них и Раджа, Говард не имеет докторской степени, но имеет степени магистра инженерии Массачусетского технологического института. Говард считает себя бабником и всегда флиртует с женщиной, если она находится рядом. Носит яркой расцветки одежду, обтягивающие штаны. Раньше жил со своей матерью, которая не очень обращает внимание на его достижения в области инженерии, в 118 серии переехал к Бернадетт. У Говарда серьёзная аллергия на арахис. Женат на Бернадетт. В 9 серии 6 сезона меняет свой мотороллер Vespa на чёрный Mini Countryman, предположительно 2010 года выпуска. В конце 5 сезона полетел в космос на МКС, в рамках полёта МКС-31.
- Доктор Раджеш Рамаян Кутраппали (Кунал Найяр) — астроном, друг Говарда Воловица и ещё один член их круга общения. Его имя чаще всего сокращается до «Радж». Родом из Нью-Дели, Индия, но работает в отделении астрофизики Калифорнийского технологического института. Радж очень стесняется общаться с женщинами и не может говорить с ними, если не примет алкоголь (в конце 6 сезона излечивается от этой болезни). В присутствии Пенни он обычно шепчет на ухо Говарду или Леонарду то, что хочет сказать. Несмотря на патологию, Радж часто оказывается в постели с женщинами, чем приводит в недоумение своих друзей. Он часто общается со своими родителями, доктором и миссис Кутрапали, по видеоконференции через интернет.
- Доктор Эми Фара Фаулер (Маим Бялик) (постоянная роль — с 4 сезона, приглашённая — 3 сезон) — девушка Шелдона, которую Радж и Говард находят для него на сайте знакомств. Она пошла с ним на свидание только потому, что обещала своей матери ходить на свидания раз в год. Шелдон сначала относился к свиданию скептически, но после нескольких минут общения проявил к ней интерес. Работает в области нейробиологии. Ездит на сером седане Volvo. Первое время кажется хладнокровным учёным, таким же, как Шелдон. Ведёт себя высокомерно и отстранённо и с трудом вписывается в компанию из-за отсутствия социальных навыков. Позже активно вливается в компанию и успешно находит общий язык с Пенни и Бернадетт, даже стала «главной подружкой невесты» на свадьбе Бернадетт с Говардом. Начиная с 5 сезона, начинает упорно стараться нравиться Шелдону как девушка. Хотя ранее он отказывался признавать её как свою девушку, после короткого свидания последней со Стюартом в порыве ревности Шелдон заявляет Эми о начале их отношений (они даже составляют контракт по инициативе Шелдона).
- Доктор Бернадетт Мэриэнн Ростенковски (с 6 сезона Бернадетт Мэриэнн Ростенковски-Воловиц) (Мелисса Ройч) (постоянная роль — с 4 сезона, приглашённая — 3 сезон) — бывшая официантка, коллега Пенни, работала в кафе, чтобы платить за аспирантуру по специальности «микробиология». Ездит на сером Toyota Prius. В конце 4 сезона получает докторскую степень. Начиная с 3 сезона встречается с Говардом. Они расстаются из-за его характера, но позже сходятся вновь. На протяжении 4 сезона является тайной любовью Раджа, до того как Говард делает ей предложение руки и сердца. В конце 5 сезона они женятся. Первое время кажется хрупкой и застенчивой девушкой, но когда дело касается её личных проблем и проблем Говарда, Бернадетт способна дать в буквальном смысле внушительный отпор, во время которого Говард частенько сравнивает её со своей матерью. Но тем не менее очень приветливая, всегда старается понравиться своему собеседнику. Зачастую комплексует из-за своего небольшого роста. Не очень любит капризных детей, но умеет с ними ладить. Причём в 3 сезоне Бернадетт говорит, что работала в детстве в подпольном детском саду и в состоянии «утихомирить даже таких трудных детей, как Шелдон».

## Второстепенные персонажи
Эти персонажи появляются в нескольких эпизодах сериала. Список по хронологическом порядке, учитывая их первое появление в сериале.
- Доктор Лесли Уинкл (Сара Гилберт) (постоянная роль — 2 сезон, приглашённая — 1, 3, 9 сезон) — физик, работает в одной лаборатории с Леонардом. Носит очки в чёрной оправе. Не может общаться с Шелдоном, часто подшучивая над ним и называя его «дурилка». Известна тем, что вступала в беспорядочные половые связи с Леонардом и Говардом. Вражда Лесли с Шелдоном связана не столько с их разными характерами, сколько с их разными взглядами на строение вселенной. В отличие от Шелдона, исповедующего теорию струн, Лесли изучает теорию петлевой гравитации, чем очень его раздражает. Ненавидит его из-за его советов «бросить теоретическую физику и заняться деторождением», поэтому всегда не прочь проучить зазнавшегося «гения». Так же как и Леонард, изучала музыку и умеет играть на скрипке.
- Курт (Брайан Патрик Уэйд) — высокий и мускулистый, бывший бойфренд Пенни. Появляется в первом эпизоде, когда Шелдон и Леонард по просьбе Пенни забирали у него её телевизор, но им не удалось, и они вернулись домой без штанов[2]. Пенни рассталась с ним, потому что он изменял ей, но всё равно приглашает его к себе на Хеллоуин[3]. Когда Пенни испытывала финансовые трудности, парни пытались заставить Курта вернуть Пенни долг. Сначала он отказался, но на следующий день вернул деньги[4].
- Доктор Эрик Гейблхаузер (Марк Харелик) — глава кафедры физики, является боссом парней в университете. В своём первом появлении он встретился с Шелдоном, который оскорбил его научные достижения, после чего был уволен, но позже обратно нанят, потому что Гейблхаузер увлёкся Мэри Купер, матерью Шелдона. Также ответственен за появление в университете молодого гения Денниса Кима[5]. Организовал чемпионат по боулингу среди физиков[6], а также — командное соревнование физиков, проигранное Шелдоном, который из-за своей самовлюблённости отказался принять помощь.
- Мэри Купер (Лори Меткалф) — набожная христианка из Техаса, мать Шелдона. Имеет двух детей кроме Шелдона — Мисси, его сестру-близнеца, и его старшего брата Джорджа. Мэри не очень интеллектуальна, но очень мудра и представляется хорошей матерью и единственным человеком, который в состоянии контролировать Шелдона. Когда у Пенни и Шелдона были споры, Пенни звонила Мэри, и та могла с лёгкостью их прекратить, манипулируя Шелдоном[7].
- Эмили Суини (Лаура Спенсер) — врач-дерматолог, впервые появляется в 7 сезоне, выглядит вполне обычной современной американской девушкой. Эмили стройная, с длинными рыжими локонами, одевается очень мило. В какой-то момент Радж пытается завязать с ней отношения, но сначала отталкивает её странностью своего поведения. Потом, однако, у них завязываются отношения. Позже мы обнаруживаем, что это потому, что Эмили — доминантна и агрессивна, а Радж — мягок и виктимен и тем её и привлекает. Ей также нравится, как Радж готовит. Кроме Раджа, Эмили, как выясняется, один раз встречалась с Говардом, но их свидание, мягко говоря, не удалось. Нет сомнений, что Говард изначально также привлёк её своей пассивностью. В характере Эмили нет совершенно ничего нёрдовского или гиковского, она обожает смотреть хоррор-фильмы с большим количеством натуралистичных сцен насилия. Она любит свою работу именно за возможность легально иметь дело с болью и скальпелями, таким образом она сублимирует свои наклонности. Ей нравится пугать Раджа, например, она предлагает ему заняться сексом на кладбище. Без сомнения, фамилия Эмили отсылает к персонажу хоррор-мюзикла, парикмахеру-убийце Суини Тодду. Эмили снисходительно относится к Эми, а вот Пенни терпеть не может. Сначала ей кажется, что главная причина неприязни — ревность, ведь Пенни (якобы) провела ночь с Раджем в прошлом, но потом они выясняют, что их вкусы и взгляды на жизнь диаметрально противоположны и то, что нравится одной, бесит другую. В отличие от других девушек, Эмили не пытается дружить со всеми в компании Раджа и Эми.
- Дебби Мальвина[8] Воловиц (озвучка Кэрол Энн Сьюзи) — властная мать Говарда, еврейка, впервые появилась на экране в 15 серии 6 сезона, но её голос слышен во многих сериях, когда Говард дома или разговаривает с ней по телефону. Во время разговоров она всегда громко кричит, часто заставляя Говарда чувствовать себя неловко. Она часто забывает, что Говард уже работает в качестве инженера, и разговаривает с ним, будто бы он ещё ребёнок и ходит в школу. Она часто называет Леонарда, Шелдона и Раджа «твои маленькие друзья» и спрашивает у Говарда, «играл ли он с ними». В конце 5 сезона, когда камера отдаляется от крыши, где проходит свадьба Говарда и Бернадетт, можно увидеть её сидящую недалеко от главных героев. В 15 серии 6 сезона появляется на заднем плане. Миссис Воловиц умирает в 15 серии 8 сезона во время путешествия во Флориду.
- Доктор В. М. Кутраппали (Брайан Джордж) и миссис Кутраппали (Элис Эмтер) — родители Раджа, живут в Индии и общаются с сыном посредством видеосвязи. Пытаются организовывать для него свидания и женить Раджа на женщине индийского происхождения. Миссис Кутраппали часто говорит сыну: «Единственный, кто мог бы сойти за твою девушку, — это твой еврейский мальчик Говард»[9]. Несмотря на то что в некоторых сценах Радж говорит, что вырос в бедности, друзья напоминают ему, что его отец гинеколог, ездит на Bentley и их дом полон слуг[10][10][11].
- Доктор Стефани Барнетт (Сара Рю) — уважаемый хирург в больнице «Фремонт Мемориал», Стефани впервые появляется как подруга Говарда, но позже становится девушкой Леонарда. Получила одобрение Шелдона как единственная девушка Леонарда, которая его устраивала. После нескольких недель знакомства Стефани начала жить вместе с Леонардом в его квартире, но такой напор с её стороны смутил Леонарда, и он предложил ей прекратить отношения[12][13].
- Доктор Беверли Хофстедтер (Кристин Барански) — мать Леонарда, невролог, а также психиатр. Обладает строгой моделью речи, вниманием к деталям и описывается как «женский эквивалент Шелдона», с которым у них даже произошёл поцелуй, когда Беверли была пьяна. Несмотря на то что ещё состоит в браке с отцом Леонарда, говорит, что они в разводе. Часто упоминает, что брат и сестра Леонарда более успешны в своих областях, чем он[14].
- Доктор Барри Крипке (Джон Росс Боуи) — учёный из Калифорнийского технологического института, коллега Леонарда и Шелдона. Страдает картавостью, не выговаривает буквы «р» и «л». Меркантилен и властолюбив, любит деньги и девушек намного больше, чем науку. В своём первом появлении участвовал в битве роботов, в которой разгромил робота Говарда[15]. В другом эпизоде Шелдон пытался подружиться с Крипке для того, чтобы получить доступ к компьютеру для исследований[16]. Периодически сотрудничает или соперничает с главными героями.
- Стюарт Дэвид Блум (Кевин Зусман) — владелец и продавец в магазине комиксов, который каждую среду посещают парни. Беден и невезуч. Обладает талантом к рисованию, выпускник Школы Дизайна Род-Айленда и более приспособлен к социальному общению, чем остальные. Во время первого появления пригласил Пенни на свидание, которое шло хорошо, пока Стюарт не втянулся в обсуждение комиксов с Шелдоном[17]. Во время второго свидания Пенни случайно называет его именем «Леонард», и на этом их отношения заканчиваются. Так как Стюарт работает в магазине комиксов, его знания о комикс-вселенных и супергероях поистине энциклопедичны (так в 24 серии 11 сезона выясняется, что Стюарт знает о «Звёздных войнах» намного больше, чем Марк Хэмилл, игравший главного героя саги). В 10 серии 5 сезона, когда Шелдон добавляет Стюарта в друзья на Facebook, на экране ноутбука видно имя Stewart Bloom. На аватаре страницы изображён Стюарт в магазине комиксов[18]. Полноценно фамилия была озвучена Раджешем Кутрапалли в 18 серии 7 сезона, впервые её тогда узнали Бернадетт и Эми, о чём они сообщают друг другу.
- Уилл Уитон — актёр, известный по роли мичмана Уэсли Крашера в телесериале «Звёздный путь: Следующее поколение», а также заклятый враг (впоследствии друг) Шелдона. Впервые появляется на карточном турнире в магазине комиксов, где обманом и манипуляцией вырывает у Шелдона победу. В других эпизодах Уил Уитон ссорит Леонарда и Пенни на матче по боулингу, тем самым разрушив их отношения, проходит на фильм «Индиана Джонс», используя свой статус знаменитости, из-за чего Леонарду, Шелдону и Раджу не хватает мест в зале. В конечном итоге Шелдон крадёт фильм, а Уитон призывает зрителей кинотеатра бежать за ним. В 5 серии 5 сезона на вечеринке приносит извинения Шелдону, после чего становится его другом.
- Зак Джонсон (Брайан Томас Смит) — накачанный и тупой друг Пенни, который впервые появляется, когда Леонард приглашает Пенни и Зака на крышу посмотреть на их эксперимент, после чего Пенни говорит, что «даже не подозревала, что Зак настолько туп». Встречается в ресторане с Эми и привлекает её сексуально. Позже друзья встречают его в квартире Пенни, где часто подшучивают над ним, а он в свою очередь называет их «учёные парни», не подозревая, что их шутки негативно окрашены. В канун Нового года вместе с парнями и Пенни переодевается в костюм Супермена, чтобы завершить их образ Лиги справедливости Америки и помочь им получить приз магазина комиксов за лучший групповой костюм.
- Прия Кутраппали (Аарти Манн) — сестра Раджа, приезжавшая в Лос-Анджелес по своим делам. Имела отрывочные связи с Леонардом последние несколько лет. В конце 4 сезона опять приехала в город, что позволило им с Леонардом стать парой. Но в 24 серии 4 сезона оказалось, что она снова уезжает в Индию, и отношения с Леонардом на этом заканчиваются.
- Алекс Дженсен (Марго Харшман) — ассистентка Шелдона, которую он нанимает для исполнения «рутинной» работы. Умна и красива. Неравнодушна к Леонарду. Леонард первое время не догадывается, однако потом, когда всё же это осознаёт, не препятствует этому, чем вызывает раздражение у Шелдона и Пенни.
- Профессор Стивен Уильям Хокинг — выдающийся физик, специалист в области исследования чёрных дыр и давний кумир Шелдона. Впервые появляется в 21 серии 5 сезона, где приезжает в КалТех. К нему в качестве помощника приставляют Говарда, и тот некоторое время использует Шелдона как своего раба, манипулируя желанием великого гения познакомиться с великим гением. В первую встречу Шелдона падает в обморок из-за того, что Хокинг нашёл в его, казалось бы прорывной, статье арифметическую ошибку, сводящую на нет все результаты.
- Дениз (Лорен Лэпкус) — помощница Стюарта в его магазине комиксов.
- Артур Джеффрис (Боб Ньюхарт) - ведущий детской научной передачи в образе профессора Протона. В детстве Шелдон часто смотрел передачу и любил доктора Протона. Артур Джеффрис при встрече с Шелдоном почти сразу показал, что Шелдон ему не очень нравится, но ему интересно общаться с друзьями Шелдона, особенно он рад встрече с Пенни. Шелдон тяжело переживает смерть Артура и в этой же серии Артур Джеффрис приходит к нему во сне в образе джедая, помогая тем самым Шелодону решать сложные моменты в его жизни, хотя сам Шелдон понимает, что образ Артутра, приходящий во сне, это всего лишь отображение мыслей самого Шелдона.
- Люси (Кейт Микуччи) — пугливая девушка, некоторое время встречавшаяся с Раджем, дебютировала в 16 серии 6 сезона (отношения продолжались несколько серий). Дата дебюта Люси — 14 февраля 2013 года, что совпадает с Днем святого Валентина.

## Эпизодические персонажи
Появляются в одном-двух эпизодах или просто упоминаются. Список составлен в хронологическом порядке.
- Алтея (Верни Уотсон) — в пилотном эпизоде появляется в качестве администратора в банке спермы, а позже в качестве медсестры в больнице, куда доставляют Говарда после того, как он съел арахис, и вследствие того, что не мог освободиться от роботизированной руки. Также она появилась как медсестра в эпизоде, где Шелдон проник в больничную палату к своему парикмахеру.
- Рамона Новицки (Рики Линдхоум) — в 6 серии 2 сезона «Теорема Купера-Новитцки» студентка, ассистентка Шелдона; в 24 серии 10 сезона имеет учёную степень и стремится к близким отношениям с Шелдоном.
- Джойс Ким (Алли Маки) — упоминалась в качестве бывшей подруги Леонарда, которая оказалась корейской шпионкой и пыталась выведать детали его работы над правительственным проектом[12]. Впервые показана, когда Леонард вспоминал своё первое знакомство с Шелдоном.
- Чен (Джеймс Хонг) — официант в китайском ресторане, который посещают парни.
- Кристи (Брук Д’Орсэй) — подруга Пенни из Небраски, которая неожиданно решила к ней переехать. Будучи беспорядочной в своих связях, Кристи начала встречаться с Говардом, который предложил ей переехать к нему и его матери. В конечном итоге миссис Воловиц и Кристи поссорились и последней пришлось съехать[19].
- Лолита Гупта (Сэрэй Рао) — друг детства Раджа, ныне студентка стоматологического факультета Университета Южной Калифорнии. Родители Раджа пытались женить его на ней и назначили им свидание, на котором Радж смог с ней говорить, только предварительно выпив алкогольный напиток. Шелдон отметил, что она имеет удивительное сходство с принцессой Панчали из детской сказки, после чего она согласилась поужинать с ним, оставив пьяного Раджа в кафе[11].
- Тоби Лубенфельд (Дональд Джозеф Куоллс) — научный сотрудник, обладатель степени в области физики и знаний театрального искусства. Шелдон пригласил его, чтобы сыграть своего вымышленного двоюродного брата-наркомана Леопольда Хьюстона, для того чтобы солгать Пенни[20].
- Деннис Ким (Остин Ли) — 15-летний гений из Северной Кореи, которого доктор Гейблхаузер пригласил в университет для написания докторской диссертации. Между Деннисом и Шелдоном развиваются антагонистические отношения, так как Деннис превосходил его в плане научных достижений. Леонард, Говард и Радж предпринимают попытку познакомить Денниса с девушками, чтобы отвлечь его от исследований и диссертации. Это им удалось, и Деннис бросил научную работу[5].
- Доктор Элизабет Плимптон (Грир, Джуди) — появляется в 21 серии 3 сезона. Сыграла роль знаменитого физика, которая проводит ночь с Леонардом и попытается соблазнить одновременно Леонарда, Говарда и Раджеша.
- Гретхен (Бриана Куоко, сестра Кейли Куоко) — появляется в 16 серии 6 сезона. Бывшая подруга Пенни, которой бывший парень Пенни делает предложение о помолвке, из-за чего её ревность и зависть вызывает ссору с Леонардом.
- Берт Кибблер (Брайан Посен) — профессор геологии в Калифорнийском технологическом институте и лауреат премии МакАртура 2016 года. Он впервые появляется как эпизодический персонаж в 18 серии 6 сезона («Осуществление договорного обязательства»).

## Приглашённые звёзды в роли самих себя
- Актёр Леонард Нимой, исполнял роль Спока (озвучка).
- Актёр Чарли Шин (s2e4 — «The Griffin Equivalency»).
- Астрофизик Джордж Смут, лауреат Нобелевской премии по физике 2006 года, чьи работы по реликтовому излучению внесли большой вклад в изучение теории Большого взрыва (s2e17 — «The Terminator Decoupling»).
- Актриса Саммер Глау (s2e17 — «The Terminator Decoupling»).
- Автор комиксов и председатель совета директоров Marvel Comics Стэн Ли (s3e16 — «The Excelsior Acquisition»). Интересный факт — в том же эпизоде есть упоминание о соавторе Стэна Ли Джеке Кирби. Так зовут судью, который отправил в тюрьму Шелдона (Judge J.Kirby).
- Актёр Уил Уитон (s3e5 — «The Creepy Candy Coating Corollary», s3e19 — «The Wheaton Recurrence», s4e8 — «The 21-Second Excitation» и др. (недоступная ссылка)).
- Актриса Кэти Сакхофф (s3e9 — «The Vengeance Formulation», s4e4 — «The Hot Troll Deviation»).
- Разработчик компьютеров (друг Стива Джобса и сооснователь Apple) Стивен Возняк (s4e02 — «The Cruciferous Vegetable Amplification»).
- Актёр Джордж Такеи (s4e04 — «The Hot Troll Deviation»).
- Астрофизик, популяризатор науки Нил Деграсс Тайсон (s4e07 — «The Apology Insufficiency»).
- Актёр Левар Бертон (s4e17 — «The Toast Derivation»).
- Физик-теоретик, популяризатор науки Брайан Грин (s4e20 — «The Herb Garden Germination»).
- Физик-теоретик, популяризатор науки Стивен Хокинг (s5e21 — «The Hawking Excitation»).
- Актёр Джеймс Эрл Джонс (s7e14 — «The Convention Conundrum»).
- Актриса Кэрри Фишер (s7e14 — «The Convention Conundrum»).
- Актёр Нейтан Филлион (s08e15 — «The Comic Book Store Regeneration»).
- Предприниматель Илон Маск (s09e09 — «The Platonic Permutation»).
- Актёр Адам Уэст (s09e17 — «The Celebration Experimentation»).
- Предприниматель Билл Гейтс (s11e18 — «The Gates Excitation»).
- Актёр Марк Хэмилл (s11e24 — «The Bow Tie Asymmetry»).